# Stanley Park

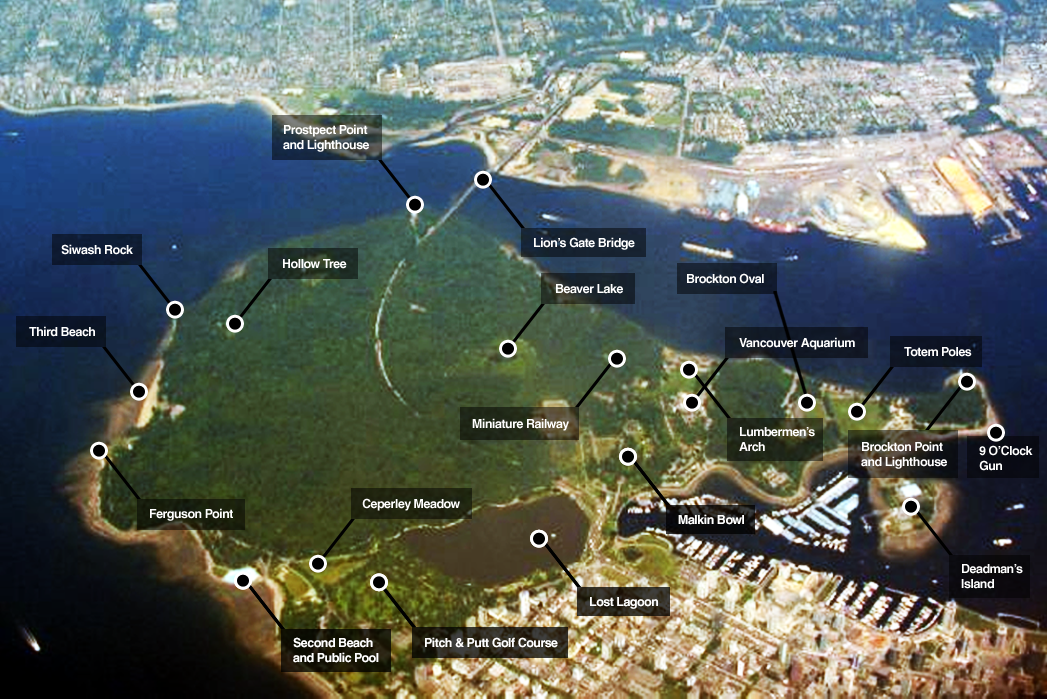
Cartina dello Stanley Park

Lo Stanley Park è un parco cittadino di 404,9 ettari situato a Vancouver, al confine con il centro storico. Fu inaugurato nel 1888 da Frederick Stanley, XVI conte di Derby, allora governatore generale del Canada. Si stima che il parco abbia circa otto milioni di visitatori all'anno, ed è una delle maggiori attrazioni turistiche di Vancouver. Gran parte del parco è costituito da una foresta con un numero di alberi stimato intorno al mezzo milione, alcuni dei quali raggiungono altezze di 70 metri e hanno oltre un secolo d'età. All'interno del parco si sviluppano circa 200 km di sentieri e strade, pattugliate dalla polizia a cavallo del Dipartimento di Polizia di Vancouver. Il Project for Public Spaces () ha classificato Stanley Park come il sedicesimo migliore parco del mondo e il sesto del Nordamerica.

## Storia

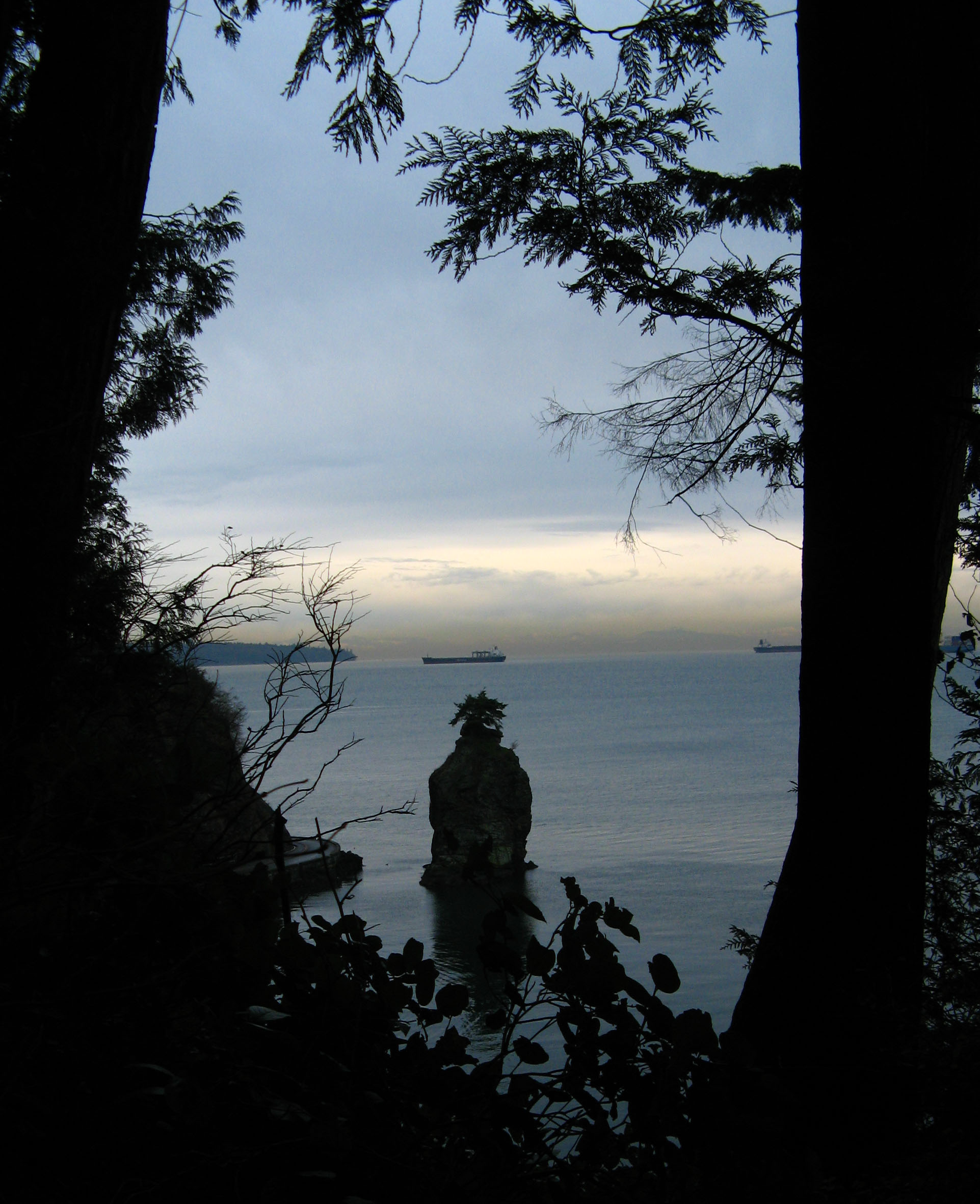
La Siwash Rock vista dal sentiero sovrastante

L'area del parco apparteneva al territorio tradizionale di diversi popoli aborigeni, fra cui gli Squamish e i Musqueam. In particolare, un grande villaggio squamish sorgeva presso l'odierno Lumberman's Arch, e altri villaggi si trovavano nelle aree del Burrard Inlet e dellaBaia di Howe. I Musqueam erano insediati, tra l'altro, nei pressi del fiume Fraser. L'area del parco, per le sue caratteristiche naturali, offriva a questi popoli numerose risorse. Il legno dei grandi cedri era utilizzato per costruire canoe e per altri scopi; nell'area oggi chiamata Second Beach si raccoglieva una sostanza fangosa simile a creta, che aveva diversi impieghi nella vita quotidiana squamish; e in diverse zone, inclusa Coal Harbour, si pescavano facilmente le aringhe, che costituivano l'alimento principale di queste popolazioni. Numerosi luoghi nel parco avevano significati speciali per le popolazioni native. Deadman's Island (l'"isola del morto"), un'isola di Coal Harbour, era un luogo di sepoltura. Nelle leggende locali, la bizzarra formazione rocciosa nota come Siwash Rock era originariamente un uomo, trasformato in pietra per magia.
Il primo contatto dei nativi con gli Europei avvenne nel 1791, con l'arrivo del capitano spagnolo José María Narváez e del capitano britannico George Vancouver. Nel diario di bordo del capitano Vancouver si legge che i nativi erano pacifici e "buona gente"; in A Voyage of Discovery, sempre di Vancouver, il luogo viene descritto come una coppia di isole, una più grande e una più piccola (Deadman's Island), dal che si deduce che in quel periodo una parte del parco era circondato di acqua, almeno durante l'alta marea. Dopo le prime esplorazioni da parte di Narvaez e Vancouver non ci furono altri contatti attestati fra nativi ed europei fino all'epoca della Guerra di Crimea, quando gli ammiragli britannici stipularono con il capo squamish Joe Capilano un accordo su una strategia di difesa congiunta da adottare nel caso di una invasione. Capilano ricevette dagli inglesi 60 moschetti, che in seguito furono usati dagli Squamish per difendersi dalle incursioni di altri popoli nativi provenienti dal nord.

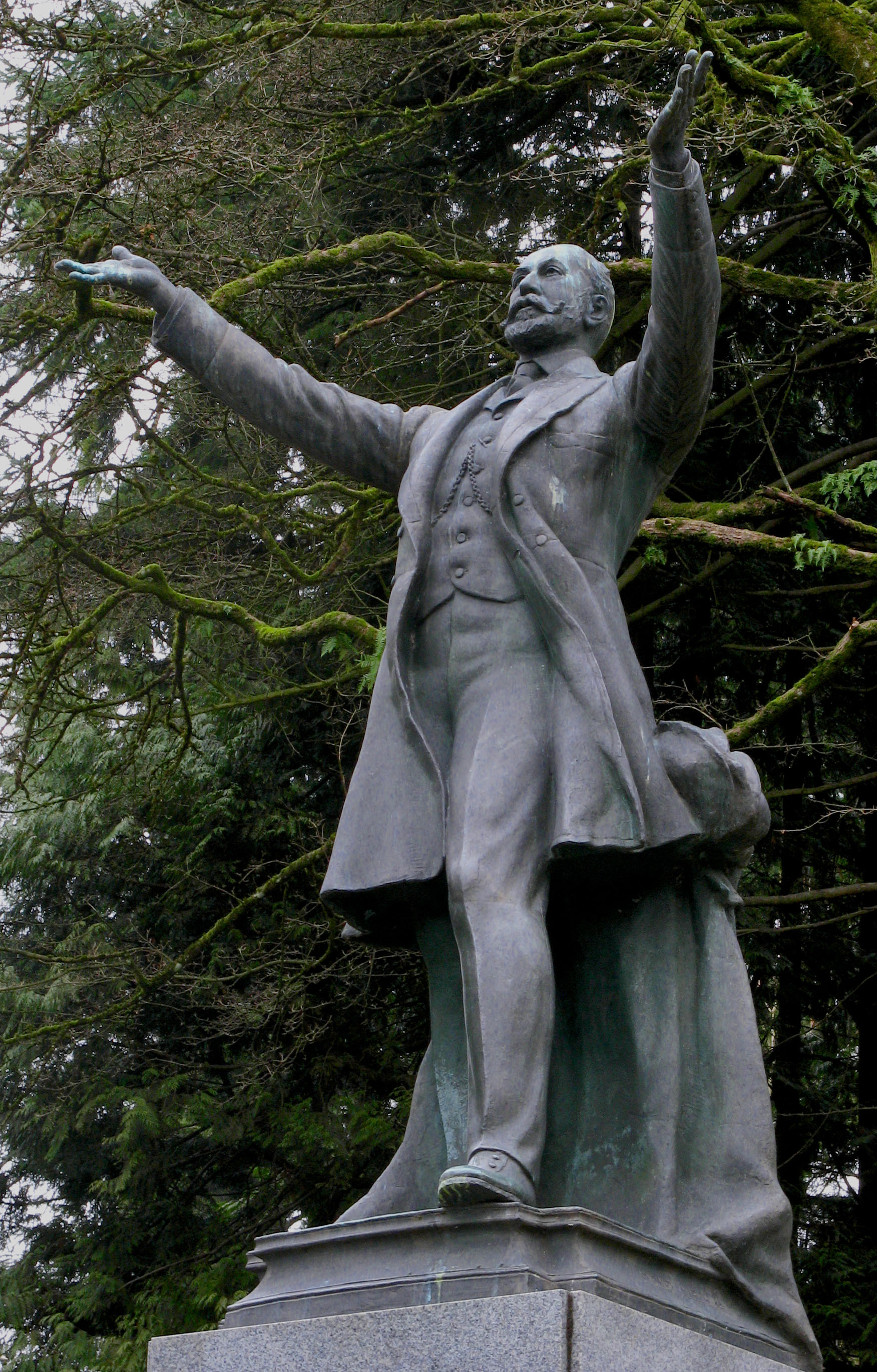
Monumento a Frederick Stanley, XVI conte di Derby, nell'atto di dedicare il parco alle "persone di tutti i colori, religioni e usanze"

Negli anni 1860 il territorio del parco fu adibito a riserva militare; le autorità coloniali lo ritenevano infatti un luogo strategico per la difesa da un possibile tentativo di invasione da parte degli Stati Uniti, che avrebbero potuto passare attraverso il Burrard Inlet per dirigersi su New Westminster (allora capitale della colonia). Il fatto che l'area fosse adibita a riserva militare contribuì a preservarne l'ambiente naturale, impedendo lo sviluppo urbano. Nel 1886 il consiglio della città di Vancouver firmò una petizione al governo canadese per richiedere che l'area fosse adibita a parco. Quando la petizione fu accolta, l'amministrazione del parco fu assegnata prima a un comitato designato dal consiglio comunale e in seguito al Vancouver Park Board, che ha tuttora in gestione Stanley Park e altri 191 parchi canadesi più piccoli.
Il parco fu inaugurato il 27 settembre del 1888 e battezzato "Stanley Park" in onore di Frederick Stanley, XVI conte di Derby, all'epoca governatore generale del Canada. Stanley visitò per la prima volta la Columbia Britannica e il parco l'anno successivo. Un testimone dell'evento scrisse:
Questo momento è oggi raffigurato in un monumento a Stanley presente nel parco. In quell'epoca, nel territorio del parco sorgevano ancora numerosi villaggi indigeni, che continuarono a vivere per diversi anni nella zona. Già nel 1899, comunque, i documenti ufficiali riportavano che la maggior parte degli insediamenti squamish nello Stanley Park erano stati abbandonati. Le ultime famiglie squamish vendettero i propri terreni negli anni venti. Nel frattempo, il governo canadese affidò la gestione del parco alla città di Vancouver per novantanove anni.
La Deadman's Island continuò a essere usata come luogo di sepoltura squamish fino al 1887, quando venne inaugurato il cimitero cittadino di Mountain View. Ciononostante, l'isola tornò a essere usata come cimitero per un breve periodo pochi anni dopo, durante una violenta epidemia di vaiolo.
Nel 1988 il parco è stato designato Sito storico nazionale del Canada dal governo federale.

## Luoghi di interesse
Il territorio dello Stanley Park comprende numerose attrazioni turistiche e luoghi di interesse, sia di ordine naturalistico che storico e artistico.

### La foresta

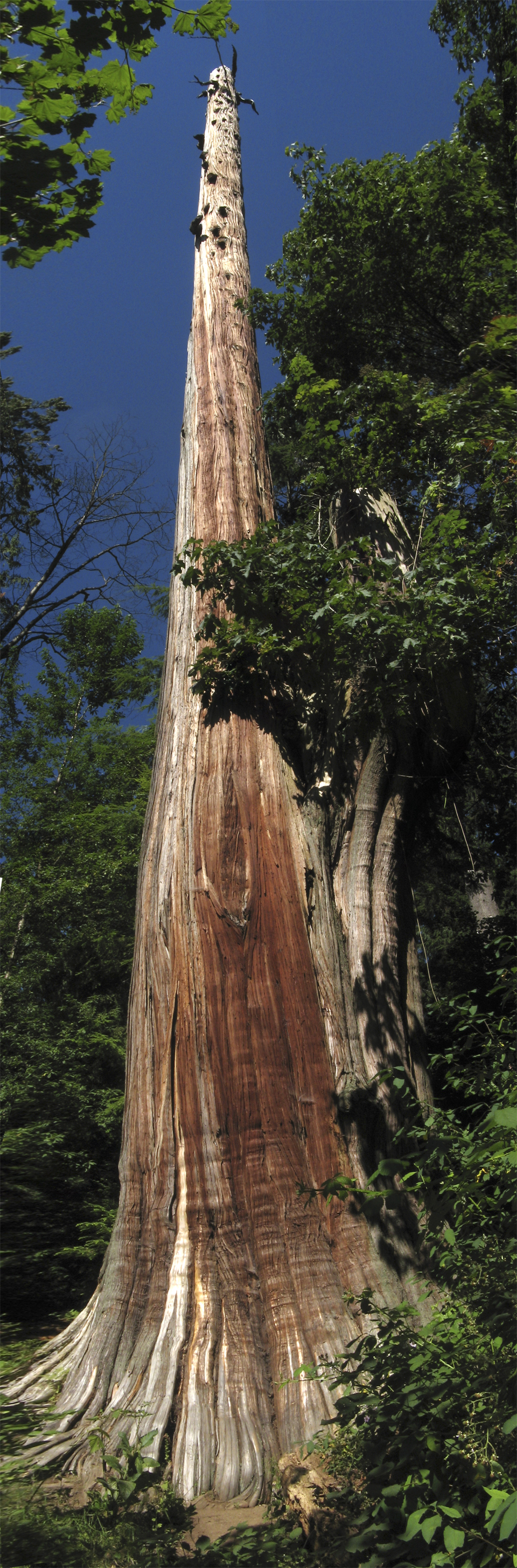
Il cedro "del National Geographic", circa due mesi prima che fosse sradicato

Il principale tratto distintivo del parco, che lo distingue dalla maggior parte degli altri parchi cittadini, è la presenza di vaste aree di foresta primeva dove sono stati preservati alberi antichi e di enormi dimensioni. Fra le specie di alberi rappresentate nel parco si possono citare in particolare la duglasia, il cedro rosso occidentale, la tsuga e il peccio di Sitka. La foresta è sopravvissuta a numerosi eventi traumatici, tra cui una violenta tempesta nel 1934, seguita da una tempesta di neve lo stesso anno, il tifone Freda del 1962 e un'altra tempesta di neve nel 2006. Le opere di restauro del parco successive alla tempesta del 2006 costarono alle autorità canadesi circa 9 milioni di dollari.

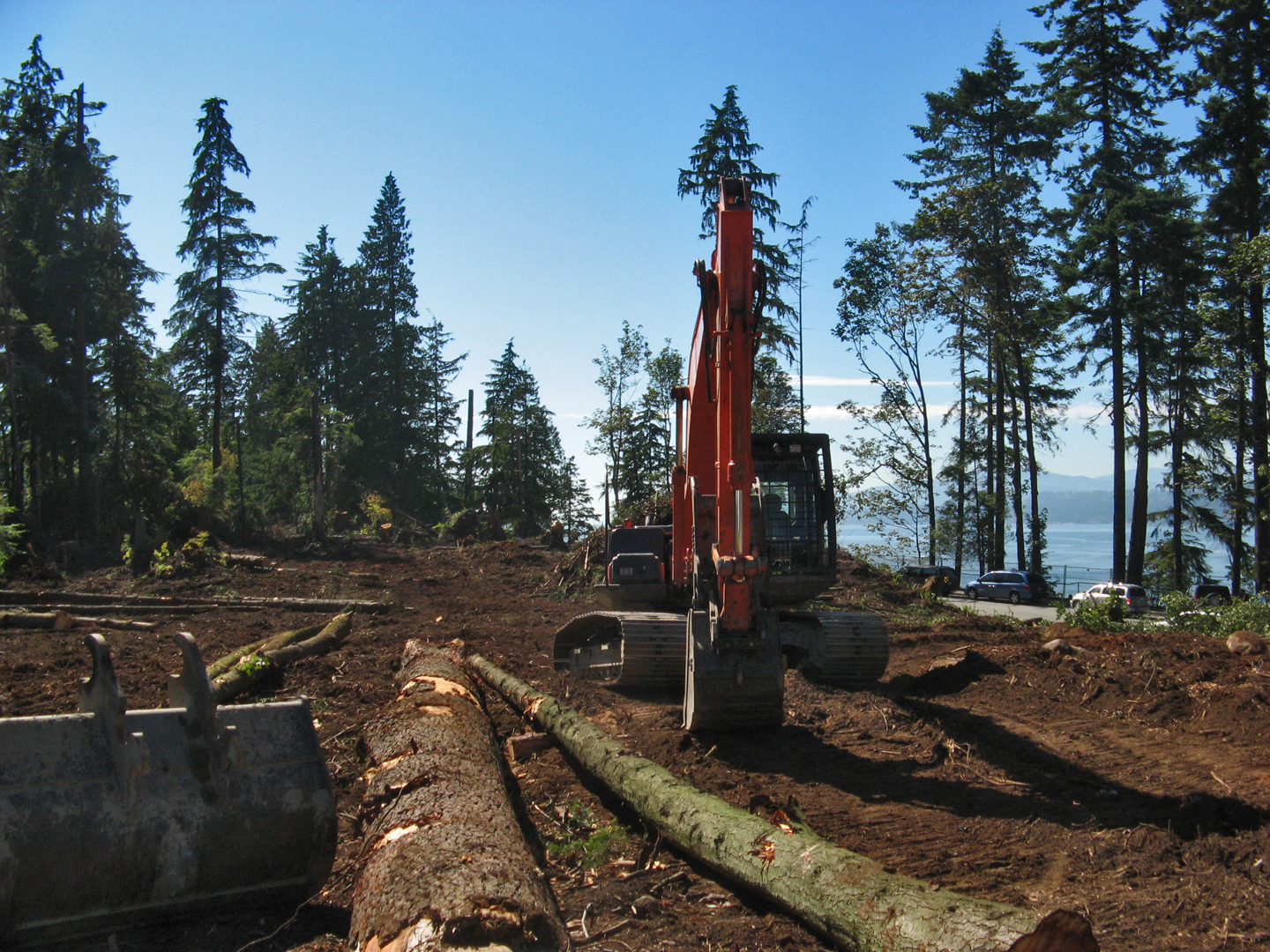
Prospect Point, una delle aree più colpite dalla tempesta del 2006

Uno degli alberi più celebri della foresta di Stanley Park era lo Hollow Tree ("albero cavo"), vecchio di otto secoli e con un tronco di oltre 18 m di circonferenza. L'albero, fotografato innumerevoli volte fin dall'inizio del XX secolo, oggi non è più vivo, ma il suo tronco è stato comunque conservato dalle autorità del parco a scopo commemorativo, e ha subito dopo la tempesta del 2006 interventi di restauro finanziati con donazioni private.
Un altro albero divenuto celebre è il "National Geographic Tree" ("albero del National Geographic"), battezzato così perché fu ritratto nel numero dell'ottobre 1978 della rivista. Con una circonferenza di 13,5 m, era uno dei più imponent cedri del parco. Danneggiato più volte (dalle tempeste e da un fulmine), fu definitivamente sradicato nell'ottobre del 2007.
Un gruppo di alti alberi noti come "The Seven Sisters" ("le sette sorelle"), che costituiva un tempo un'altra attrazione del parco, è andato distrutto, ed è ora ricordato da una targa commemorativa ed è stato sostituito da un gruppo di nuovi alberi. Lo stesso è avvenuto per l'abete che sorgeva presso la Siwash Rock; andato perduto nel 1965, è stato sostituito nel 1968 da una nuova pianta.

### Fiumi e laghi

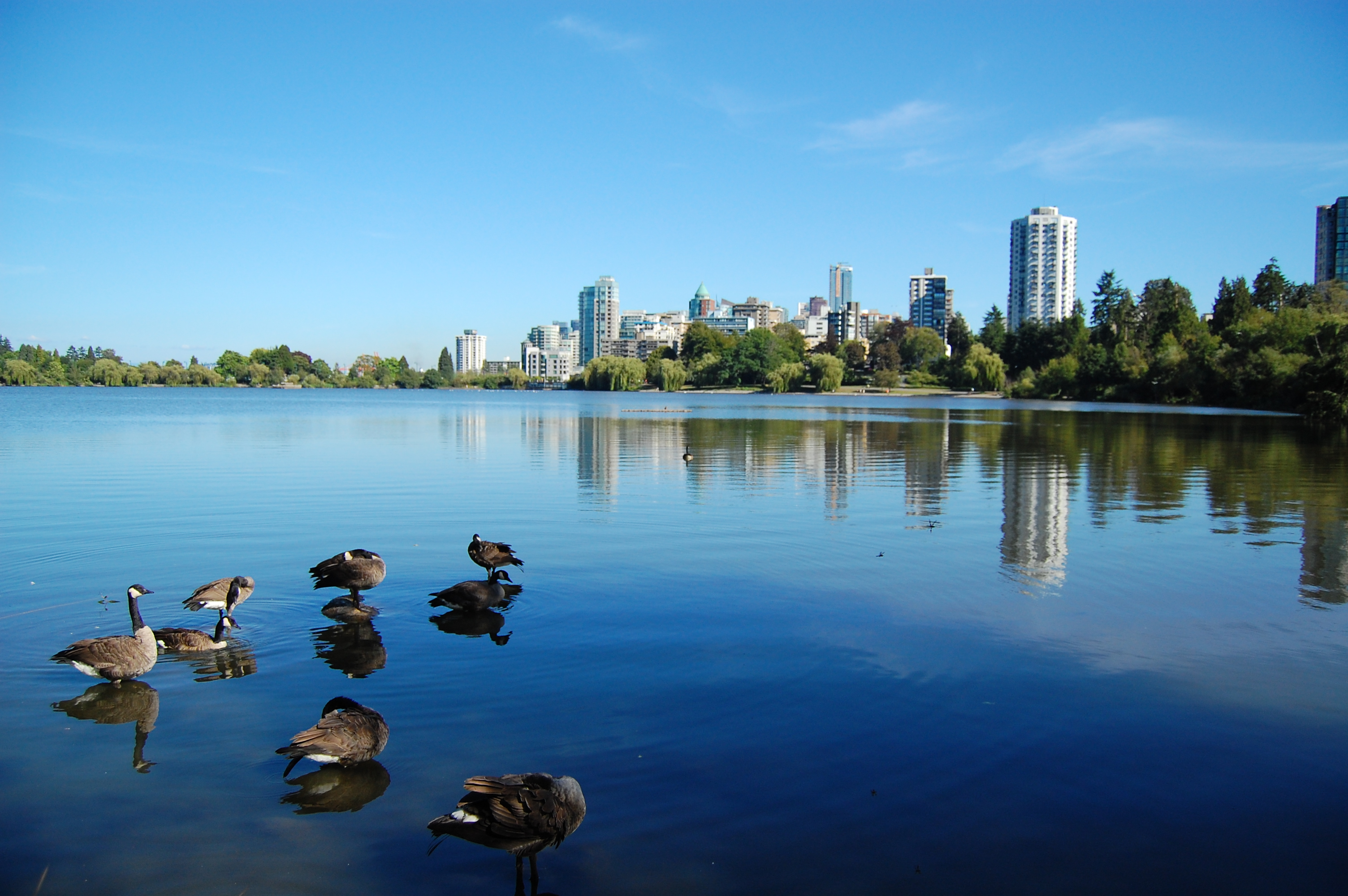
La Lost Lagoon, con il centro (downtown) di Vancouver sullo sfondo

Oltre a essere quasi completamente circondato dall'Oceano Pacifico, il parco include numerosi fiumi e laghi. Il piccolo Beaver Lake ("lago dei castori"), quasi completamente coperto da ninfee, ospita numerose specie di pesci e uccelli. La sua superficie ammontava a 3,95 ettari nel 1997, ma si sta lentamente riducendo col passare del tempo. Il Beaver Creek ("torrente dei castori") unisce il Beaver Lake all'Oceano Pacifico, ed è noto per essere uno dei due corsi d'acqua dell'area di Vancouver che vengono annualmente risaliti dai salmoni.
La Lost Lagoon ("laguna perduta") è un bacino di 16,6 ettari di superficie situata nei pressi dell'ingresso del parco da Georgia Street. Attorno al bacino nidificano diverse specie di uccelli, inclusi cigni, paperi e aironi.

### Strutture ricreative

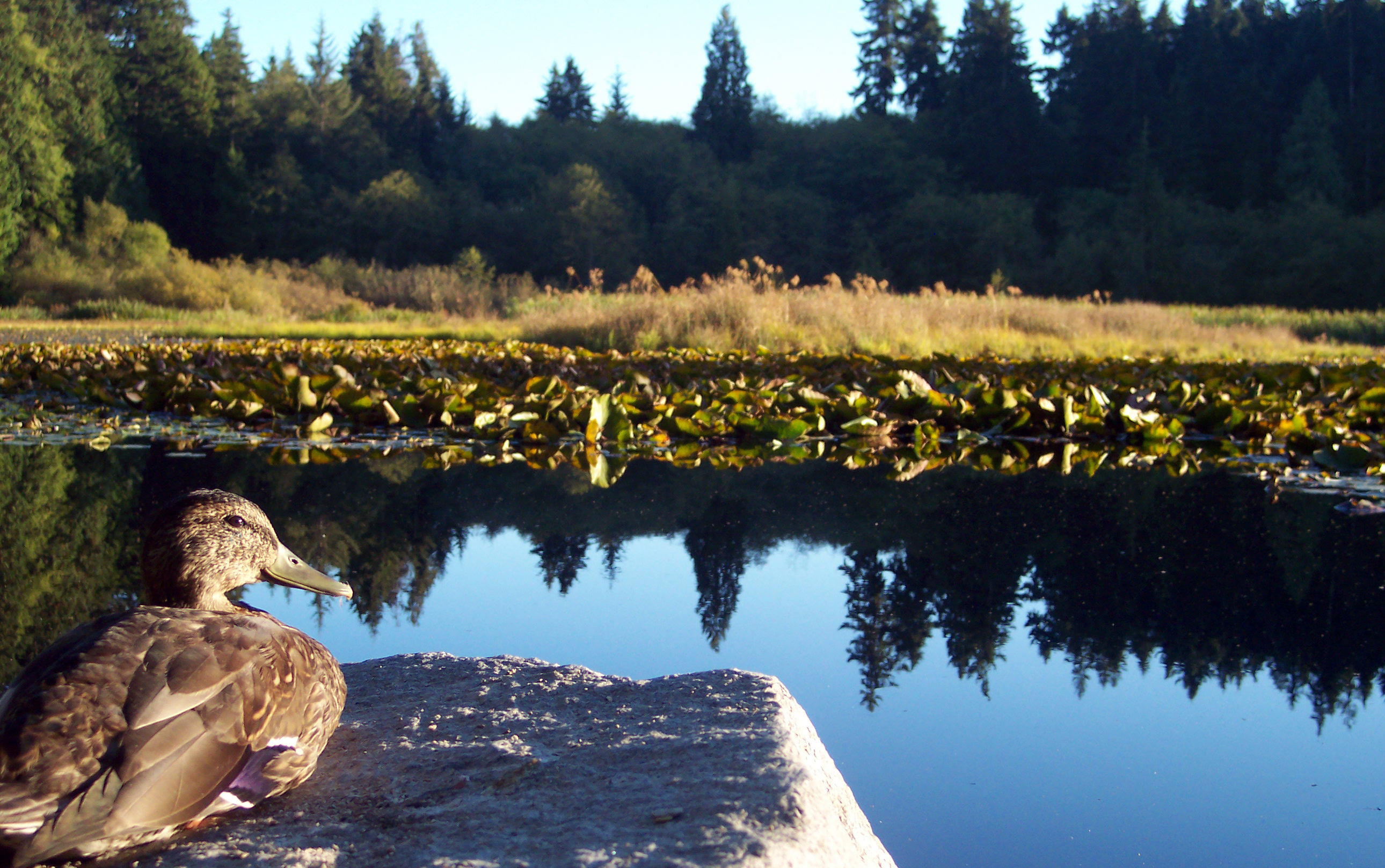
Il Beaver Lake

La più nota struttura artificiale all'interno del parco è il Seawall, un camminamento rialzato di 8,8 km che si sviluppa attorno al parco, e che viene utilizzato per jogging, pattinaggio, ciclismo e altre attività sportive. Il percorso del Seawall fa parte di un lungomare di 22 km (il più lungo del mondo) che parte dal centro di Vancouver, e precisamente dal Canada Place, passa intorno al parco, prosegue lungo la spiaggia della baia degli Inglesi e il False Creek fino a terminare nella spiaggia di Kitsilano Beach. Dopo Kitsilano, un sentiero di 600 m conduce a un altro lungomare di 12 km, che termina presso il fiume Fraser.
La costruzione del Seawall iniziò nel 1917; i lavori furono dichiarati conclusi nel 1971, ma di fatto proseguirono per un altro decennio, e solo nel 1980 la struttura giunse a circondare l'intero parco.
Nel parco sono state realizzate numerose altre strutture sportive, inclusi campi da tennis, un campo da golf a 18 buche, una piscina vista mare (presso Second Beach), e il palazzetto dello sport di Brockton Oval. Altre strutture ricreative dello Stanley Park includono un trenino panoramico (allestito in modo particolarmente pittoresco in occasione di Halloween e delle festività natalizie), il Vancouver Aquarium (il più grande acquario del Canada) e il Theatre Under the Stars (un teatro all'aperto).

### Zoo e acquario

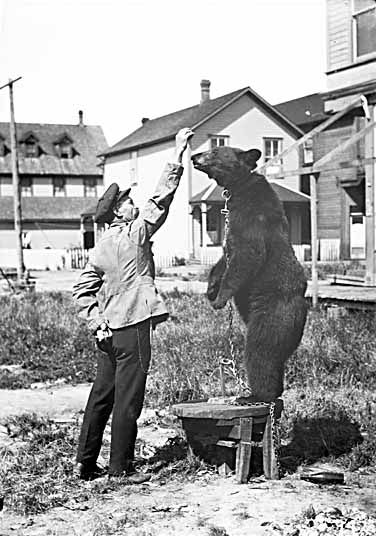
Henry Avison, il primo custode dello zoo, mentre nutre un orso

Fino alla metà degli anni novanta all'interno del parco c'era un celebre zoo, chiamato Stanley Park Zoo, con oltre 50 animali fra cui serpenti, lupi, emù, bisonti, canguri, scimmie e pinguini di Humboldt. Un referendum del 1994 decise per la chiusura dello zoo, che divenne effettiva nel 1997 dopo la morte dell'ultimo animale, l'orso polare Tuk. Un piccolo zoo di animali da fattoria, il Children's Farmyard, è ancora attivo.
Il Vancouver Aquarium, fondato nel 1956, è il più grande acquario del Canada, e ospita diverse specie di mammiferi (fra cui delfini, beluga, leoni marini di Steller, foche e otarie) oltre 300 specie di pesci, 30.000 invertebrati, 56 specie di anfibi e rettili e numerose specie di uccelli.

### Monumenti

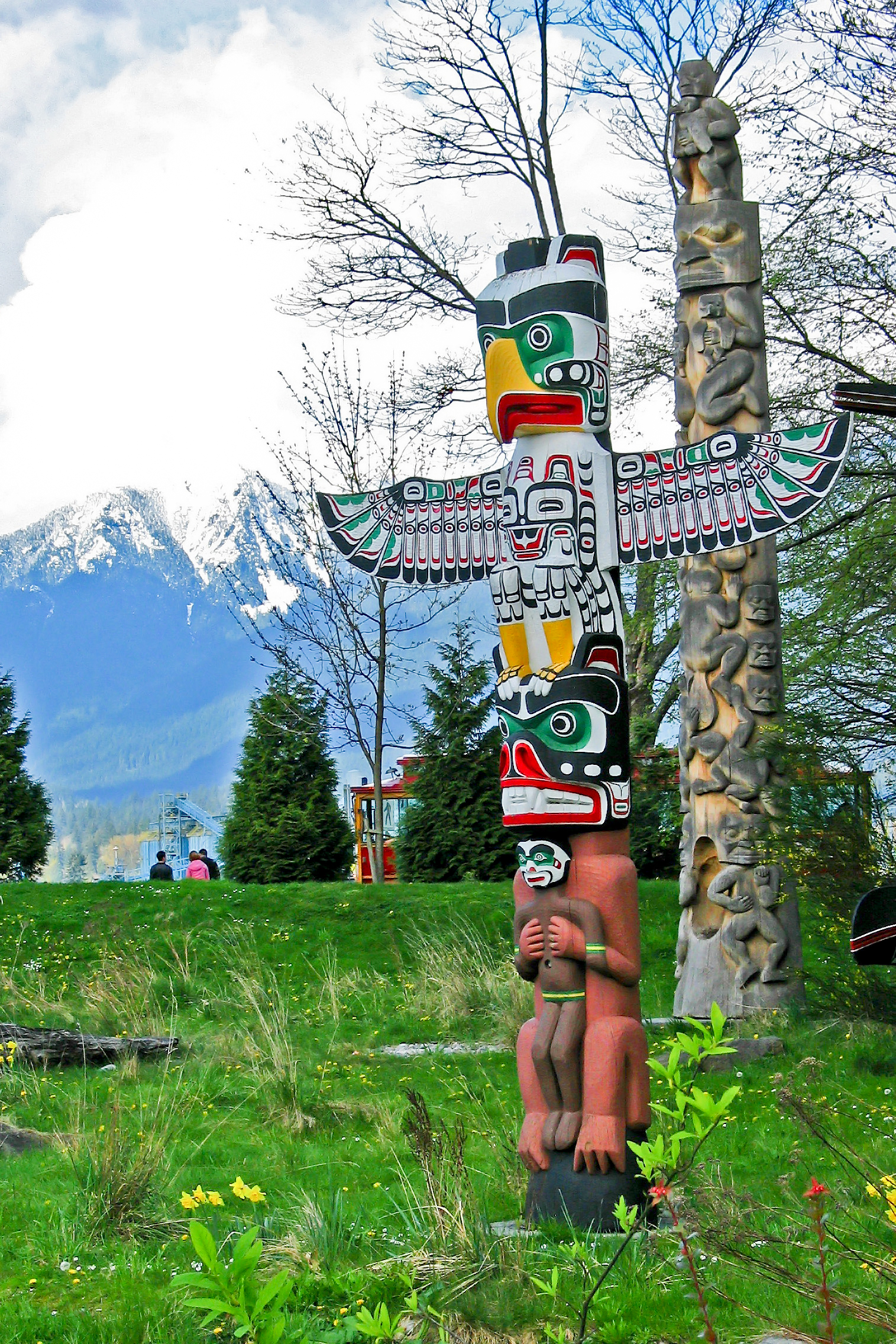
I totem sono una delle principali attrazioni turistiche del parco

Fra i monumenti più noti del parco ci sono i totem dei nativi americani presso Brockton Point, che costituiscono l'attrazione turistica più visitata della Columbia Britannica. I totem oggi esposti nel parco sono repliche realizzate negli anni '80 e '90 degli originali, che sono stati trasferiti in diversi musei del Canada per essere preservati.
Negli anni, il parco è stato via via arricchito di altri monumenti di vario genere, come statue, targhe commemorative e altri memoriali. Presso la baia degli Inglesi c'è un busto di David Oppenheimer (sindaco di Vancouver dal 1888 al 1891) realizzato nel 1911. La scultura Girl in a Wetsuit ("ragazza con la muta"), realizzata da Elek Imredy e inaugurata il 9 giugno 1972, è una scultura ispirata alla statua della Sirenetta di Copenaghen; rappresenta una ragazza con maschera, muta e pinne. All'ingresso del parco si trovano le statue di Lord Stanley e del poeta Robert Burns. Fra il Pavilion e il Malkin Bowl c'è la statua del presidente USA Warren Gamaliel Harding, eretta per commemorare la sua visita a Vancouver. Un'altra statua commemora Harry Jerome, atleta olimpico originario di Vancouver. La "Two Spirits Sculpture" ("scultura dei due spiriti") è una statua in legno situata a Second Beach, che raffigura la testa di un nativo americano.
Fra le targhe commemorative e i memoriali, molte riguardano la storia nautica di Vancouver. Si possono citare per esempio i memoriali dedicati alla nave a vapore Beaver (naufragata presso Prospect Point nel 1888), alla Chehalis (affondata al largo del parco dopo una collisione con la motonave Princess Victoria), alla HMS Egeria (una nave da ricognizione della Royal Navy), alla RMS Empress of Japan (un tempo la più veloce nave operante nel Pacifico) e al porto di Vancouver (il memoriale include diverse installazioni in cui si racconta la storia del porto). Il memoriale Edward Stamp, situato vicino al Seawall nei pressi del faro di Brockton Point, ricorda il sito dove furono eseguite le prime operazioni di produzione di legname. Il Garden of Remembrance ("giardino delle rimembranze") è dedicato alla commemorazione della Canadian Air Force. L'Hallelujah Point Monument segna un luogo utilizzato in passato dall'Esercito della Salvezza. Il Japanese Canadian War Memorial, presso l'acquario, ricorda i canadesi di origine giapponese che prestarono servizio nella prima guerra mondiale. La Jubilee Fountain ("fontana del giubileo"), proveniente da Chicago, fu posizionata nel parco nel 1936 per commemorare il cinquantesimo anniversario della fondazione di Vancouver; si trova all'estremità orientale della Lost Lagoon. Altri memoriali dedicati a persone sono quello in onore di James Cunningham (capomastro dei lavori del Seawall; presso la Siwash Rock), quello in onore di Paulin Johnson (poetessa; situato presso Third Beach), la fontana dedicata alla Regina Vittoria (nei pressi del club di canottaggio), e il giardino dedicato a William Shakespeare, in cui si trovano esemplari di piante menzionate nell'opera del poeta inglese. Lo Stanley Park Centennial è una targa commemorativa piazzata nel 1988 per commemorare l'apertura ufficiale del parco; si trova presso il Seawall, fra il sentiero del Beaver Lake e il Lions Gate Bridge.
Il Lumberman's Arch ("arco del boscaiolo") è un arco di legno eretto nel 1952 per sostituire un precedente monumento analogo ("Bowie Arch"), che venne costruito dai boscaioli nel 1912 in occasione della visita del duca di Connaught.

### Altro
- Presso Brockton Point c'è un faro.
- Diverse aree del parco sono adibite a giardino; il più noto è il giardino di aceri del Giappone, ciliegi e altri alberi situato immediatamente a ovest dell'acquario.
- Il Lion's Gate Bridge è un ponte sospeso che attraversa il Burrard Inlet.
- Il 9 O'Clock Gun è un cannone del XIX secolo situato presso Brockton Point, che spara un colpo tutte le sere alle ore 9 pomeridiane.